# Kały (województwo łódzkie)
Kały – kolonia w Polsce, w województwie łódzkim, w powiecie kutnowskim, w gminie Nowe Ostrowy.
Do 2023 miejscowość była częścią wsi Kały-Towarzystwo.
W latach 1975–1998 Błota należały administracyjnie do województwa płockiego.